# مرتجی قریریص
مرتجی قریریص (عربی: مرتجی قریریص؛ زاده ۲۴ اکتبر ۲۰۰۰) یک فعال عربستانی و عضو اقلیت شیعه این کشور است. قریریص توسط دولت عربستان به پیوستن به یک «گروه تروریستی» و «ایجاد فتنه» محکوم و در سپتامبر ۲۰۱۴ در حالی که تنها ۱۳ سال سن داشت، دستگیر شد. به گفته گاردین، او به‌طور دوره ای در سلول انفرادی نگه داشته شده‌است. مقامات سعودی هنوز هیچ اظهارنظری پیرامون جزئیات پرونده وی نداشته‌اند اگرچه در سال ۲۰۱۸، دادستان‌های سعودی پیشنهاد کرده‌اند که مجازات اعدام را دنبال کنند. در ژوئن سال ۲۰۱۹، عفو بین‌الملل از عربستان سعودی خواست تا از اعدام قریریص و دیگر نوجوانانی که در سال ۲۰۱۴ دستگیر شدند، جلوگیری کند.

## پیش زمینه
براساس اعلام عفو بین‌الملل، عربستان سعودی جزو پنج کشور برتر جهان در اعدام‌ها است. دست کم ۱۳۹ نفر در سال ۲۰۱۸ توسط دولت سعودی اعدام شدند. در آوریل ۲۰۱۹، ۳۷ نفر که متهم به تروریسم بودند در ریاض، استان مرکزی قصیم و استان شرقی اعدام شدند، که مورد آخر محل سکونت اقلیت قابل توجهی از شیعیان است.
در پاسخ به استعلام کمیساریای عالی حقوق بشر سازمان ملل متحد در سال ۲۰۱۷، دولت سعودی اظهار داشت که مجازات اعدام «فقط برای جدی‌ترین جرائم قابل اعمال است و مشمول سخت‌ترین کنترل‌ها می‌باشد.» اعدام‌های سعودی توسط سازمان ملل و گروه‌های حقوق بشر محکوم شده‌است. رپریو اظهار داشته‌است که ولیعهد محمد بن سلمان باید پاسخگو باشد.
سازمان حقوق بشر اروپا و سعودی دریافت که مرتضی عضو اقلیت شیعه است. سی‌ان‌ان گزارش داد که در صورت اعدام قریریص، وی چهارمین زندانی خردسال خواهد بود که در سال ۲۰۱۹ به دلیل جرایمی که پیش از ۱۸ سالگی مرتکب شده بود، اعدام می‌شود. از میان ۳۷ اعدام‌ی آوریل ۲۰۱۹ در عربستان دو نفرشان به دلیل جرمی که پیش از ۱۸ سالگی مرتکب شده بودند، اعدام شدند.
عفو بین‌الملل ادعا کرده‌است که مقامات سعودی از مجازات اعدام «به عنوان سلاحی برای سرکوب مخالفان سیاسی» استفاده می‌کنند. عفو بین‌الملل پرونده قریریص را در طی مدت پنج سال حبس او پیگیری کرده و دریافت که قریریص در سلول انفرادی زندانی بوده و در یک ماه آغاز اسارت تحت شکنجه قرار گرفته‌است.
دولت عربستان از ابتدای سال ۲۰۱۹ حداقل ۱۱۰ نفر را اعدام کرد و اعدام ۳۷ نفر در ماه آوریل بزرگترین اعدام گسترده در عربستان سعودی از سال ۲۰۱۶ بوده‌است. براساس گزارش جهانی از دیده‌بان حقوق بشر در سال ۲۰۱۹، عربستان سعودی در سال ۲۰۱۸، ۱۳۹ نفر را اعدام کرده‌است که اتهام اکثر آن‌ها قتل یا جرایم مواد مخدر بوده و ۵۴ نفر نیز به اتهامات دیگر محکوم به مرگ شدند.

## دستگیری
قریریص در سن ۱۳ سالگی به اتهام ارتکاب جرمی که در ۱۰ سالگی انجام شده بود، دستگیر شد. اتهام او شرکت در اعتراضات ضد دولت عربستان در سال ۲۰۱۱ و همچنین پرتاب کوکتل مولوتف در یک ایستگاه پلیس پس از قتل برادرش توسط نیروهای سعودی در اعتراضات همان سال، عنوان شده بود. سی‌ان‌ان ویدئویی را منتشر کرد که نشان می‌داد قریریص در سال ۲۰۱۱ گروهی از کودکان را طی یک اعتراض دوچرخه ای، هدایت می‌کند. براساس گزارش سی‌ان‌ان، قریریص این اتهامات را رد کرد و گفت که وی تحت فشار شکنجه مجبور به اعتراف شده‌است. هنگامی که توسط دولت سعودی دستگیر شد، وی به جوانترین زندانی سیاسی ثبت شده در عربستان سعودی تبدیل شد. عفو بین‌الملل ادعا کرد که قریریص به زندان اداره تحقیقات عمومی عربستان سعودی در الدمام منتقل شده‌است، به این معنی که وی در ۱۶ سالگی به زندان بزرگسالان فرستاده شده‌است.
قریریص در خانواده ای از فعالان سیاسی در قطیف متولد شد. برادر بزرگترش، علی قریریص، در جریان اعتراض در سال ۲۰۱۱ کشته شد. پلیس مرزی عربستان سعودی قریریص را هنگام سفر با خانواده به بحرین در سال ۲۰۱۴ دستگیر کرد. سازمان عفو بین‌الملل ادعا کرد که قریریص تا برگزاری اولین جلسه دادگاه خود در اوت ۲۰۱۸ از دسترسی به وکیل محروم بوده‌است. اولین جلسه دادگاه او در دادگاه کیفری ویژه عربستان سعودی برگزار شد، دادگاهی که فقط برای اتهامات سیاسی مورد استفاده قرار می‌گیرد.
طبق قوانین بین‌المللی مجازات اعدام برای افراد زیر ۱۸ سال ممنوع است.لین مألوف، مدیر تحقیقات خاورمیانه عفو بین‌الملل، ادعا کرده است که عربستان سعودی به طور فعالانه ای از مجازات اعدام برای افراد زیر سن قانونی استفاده می کند.گروه های مدافع حقوق بشر نیز با مسئله استفاده عربستان سعودی از گردن زدن به عنوان ابزاری برای مجازات مشکل دارند.
سازمان حقوق بشر اروپا و عربستان سعودی نیز اعلام کرد که دادستان عمومی سعودی قریریص را به شرکت در اعتراضات ضد دولت سعودی متهم کرده و او را به اعدام محکوم کرده است.

## واکنش‌ها
سفارت عربستان سعودی در واشینگتن دی سی دربارهٔ پرونده قریریص اظهار نظری نکرده‌است.
لین معلوف، مدیر تحقیقات خاورمیانه سازمان عفو بین‌الملل، گفت: «جامعه بین‌الملل [...] باید در این پرونده‌ها موضع‌گیری عمومی بکند و از مقامات سعودی بخواهد که به استفاده از مجازات اعدام خاتمه دهند.»
مایا فو، مدیر رپریو گفت: «اعدام کودکان در قوانین بین‌المللی ممنوع است، اما دولت سعودی سعی دارد مصونیت خود را با گردن زدن زندانیان و مردم به جهان نشان دهد.»